# Georges Meunier
Georges Meunier (Vierzon, 9 de mayo de 1925 – 13 de diciembre de 2015) fue un ciclista francés que fue profesional entre 1949 y 1960. Durante estos años consiguió 13 victorias, destacando dos victorias de etapa al Tour de Francia.
Es el padre de Jean-Claude y Alain y abuelo de Nicolas, todos ellos ciclistas profesionales.

## Palmarés
- 1950
  - 1.º en el Gran Premio del Desembarco-Norte
- 1951
  - 1.º en la París-Limoges
  - Vencedor de una etapa al Tour de Francia
- 1952 
  - 1.º en el Gran Premio de Bonnat
- 1953
  - Vencedor de una etapa al Tour de Francia
- 1955
  - Vencedor de una etapa del Critèrium del Dauphiné Libéré
  - Vencedor de una etapa a la Vuelta en el Marruecos
  - 1.º en el Premio de St-Amand-Montrond
  - 1.º en el Premio de Grand-Bourg
- 1956
  - 1.º en el Premio de Gueret
- 1957
  - Campeonato de Francia de Ciclocrós  
  - 1.º en el Gran Premio de Bribas
- 1960
  - Campeonato de Francia de Ciclocrós

### Resultados al Tour de Francia
- 1950. 9.º de la clasificación general
- 1951. 16.º de la clasificación general y vencedor de una etapa
- 1952. Abandona (8.ª etapa)
- 1953. 27.º de la clasificación general y vencedor de una etapa
- 1954. 39.º de la clasificación general